# Phyllobius pyri
Phyllobius pyri es una especie de escarabajo del género Phyllobius, familia Curculionidae. Fue descrita científicamente por Linné en 1758.
Se distribuye desde Asia hasta Europa. Mide 6-7 milímetros de longitud. Vive en las plantas.